# 女王礼拜堂
女王礼拜堂（Queen's Chapel）是英国伦敦西敏市的一座教堂，由伊尼戈·琼斯设计，建于1623-1625年，为圣詹姆士宫的组成部分，它是一处皇家教堂。

## 历史
该堂最初为一座罗马天主教小堂，当时英国仍禁止天主教，该堂仅供查理一世的天主教王后法兰西的亨利埃塔·玛丽亚使用，从1690年代起供来自欧洲大陆的新教徒朝臣使用，它于1938年再次成为皇家教堂。
伊丽莎白王太后遗体从温莎运到此处停放数日，再运到威斯敏斯特宫举行葬礼。

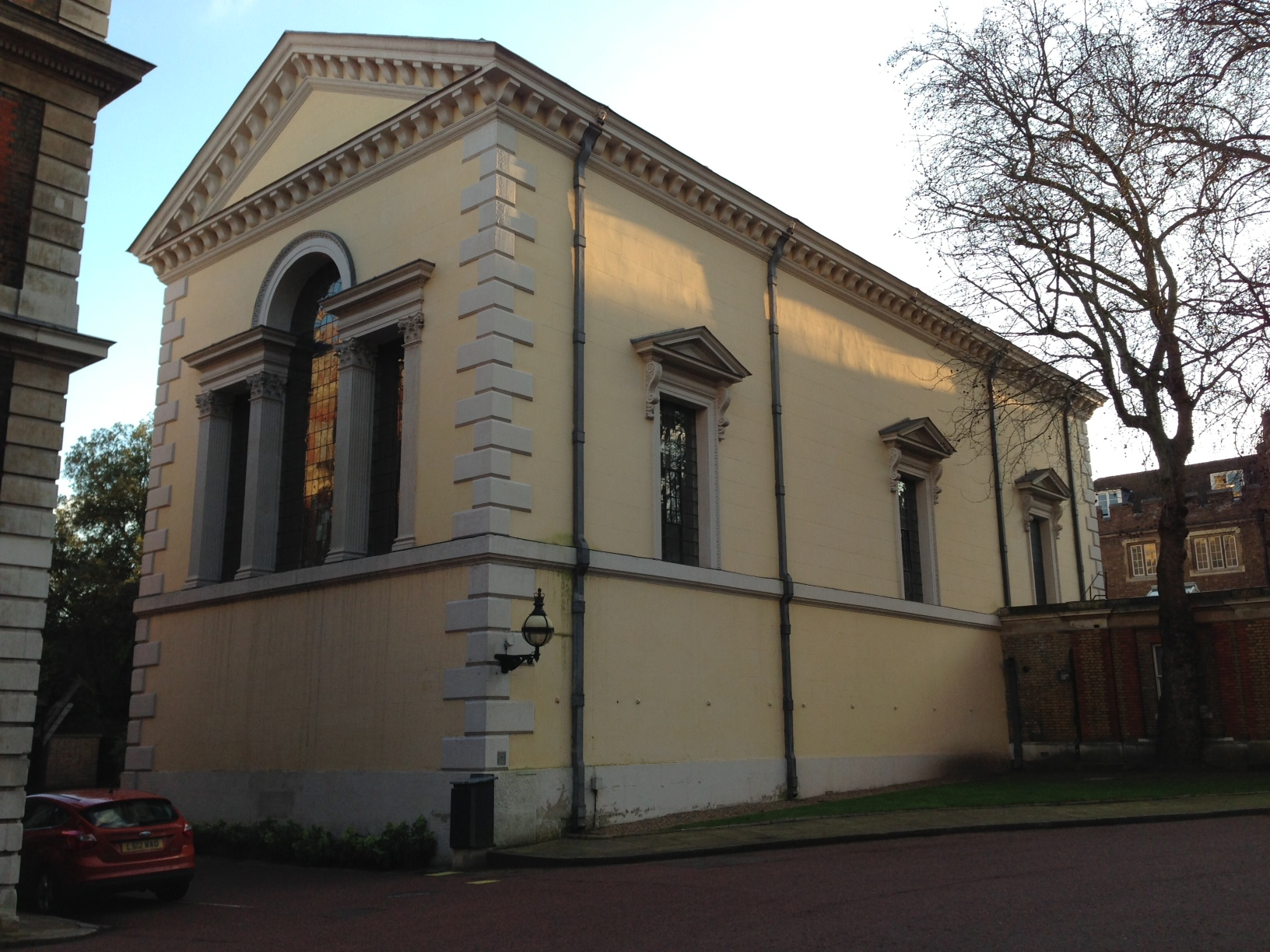
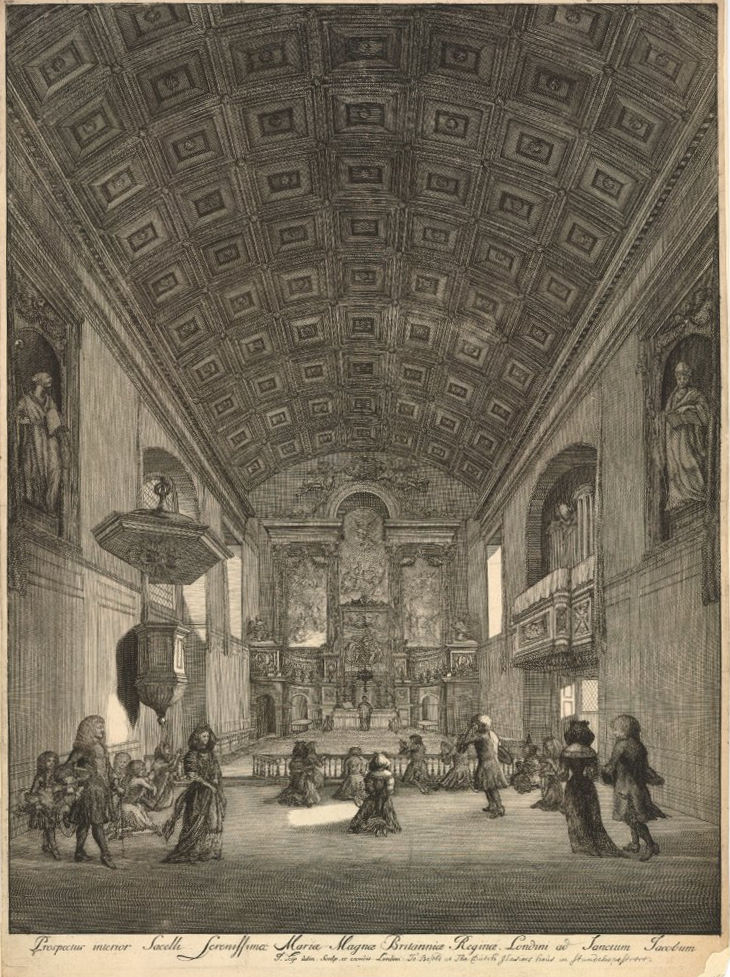
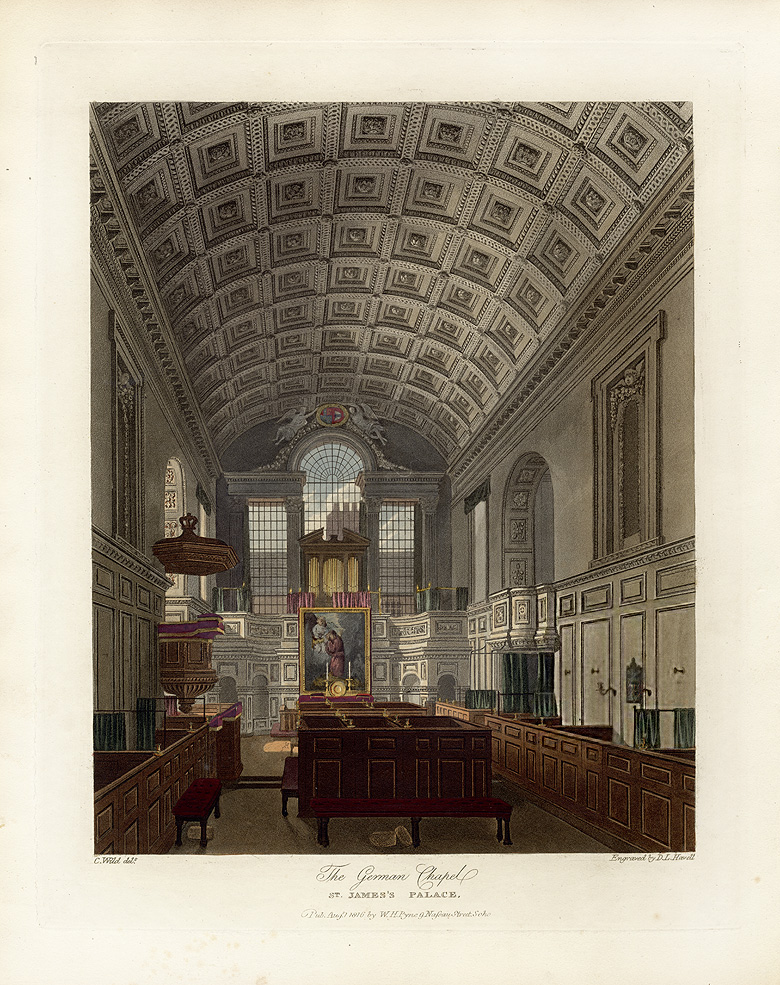
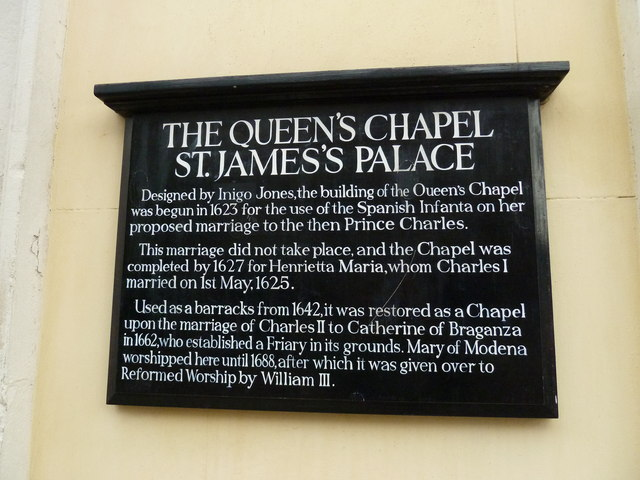